# Jésus au jardin des oliviers
Jésus au jardin des oliviers è un cortometraggio del 1903 diretto da Lucien Nonguet e Ferdinand Zecca. Tredicesimo episodio del film La Vie et la Passion de Jésus-Christ (1903), che è composto da 27 episodi.

## Trama
Appare un angelo a Gesù, che lo conforta mentre è nell'orto degli ulivi e sta pregando per avere la forza di fare la volontà del Padre.